# Lavochkin La-200
Lavochkin La-200 là một máy bay tiêm kích đánh chặn bay trong mọi thời tiết của Liên Xô, được chế tạo ngay sau Chiến tranh Thế giới II. Nó thực hiện chuyến bay đầu tiên vào năm 1949. Nhưng cuối cùng thì dự án về loại máy bay này đã bị hủy bỏ.

## Thiết kế và phát triển
Thiết kế này sử dụng hai động cơ turbo phản lực, chúng được đặt theo kiểu trước sau trong thân máy bay vì đường kính lớn, ống xả của động cơ xếp trước được đặt ở ở dưới cánh.
Chính phủ Xô viết ra lệnh cho phòng thiết kế Lavochkin cũng như các phòng thiết kế khác là Sukhoi và MiG vào năm 1947, nhằm chế tạo một máy bay tiêm kích đánh chặn, trang bị với một radar. Kết quả là ba máy bay tương đương nhau: Lavochkin "200", Mikoyan-Gurevich I-320 và Sukhoi Su-15. Nguyên mẫu đầu tiên của "200" (nó không có tên gọi chính thức với tiền tố LA) bay ngày 16 tháng 9-1949. Nó lúc đầu được gắn một radar Toriy, được đặt ở đầu mũi. Những thử nghiệm máy bay tỏ ra có kết quả tốt, nhưng radar lại không đáng tin cậy, vì vậy "200" được quyết định lắp radar Korshun mới. Vào tháng 1-1951, nguyên mẫu được sửa đổi với radar Korshun được đặt ở vị trí cao hơn phía trên của khe lấy không khí, và máy bay cũng được cải tiến thêm. Nó trải qua những cuộc thử nghiệm nhà nước với kết quả thuyết phục (vận tốc tối đa đạt 1070 km/h), và nó được giới thiệu để đưa vào sản xuất. Tuy nhiên, radar Korshun lại không hoàn chỉnh, và máy bay lại được xem xết để trang bị radar Izumrud. Nhưng cuối cùng thì dự án này lại không được tiến hành tiếp, Stalin quyết định không sản xuất những máy bay tiêm kích đánh chặn phòng thủ điểm nữa, thay vào đó sẽ sản xuất những tên lửa không đối không và các máy bay tiêm kích đánh chặn khu vực.
Và do đó, La-200 không được đưa vào sản xuất, và Stalin quyết định đưa ra yêu cầu chế tạo một máy bay tiêm kích đánh chặn phòng thủ khu vực tầm xa, với radar Sokol đời mới. Phòng thiết kế Lavochkin đã thử nghiệm, tuy nhiên, việc cải tiến La-200 gặp nhiều yêu cầu mới. Nguyên mẫu được chuyển thành "200B". Nó có phần mũi mới với một radar Sokol lớn, và ba khe hút không khí nhỏ. Những cải tiến trên khiến khối lượng tăng lên và hiệu suất giảm xuống. Nguyên mẫu cải tiến "200B" bay vào ngày 6 tháng 7-1952. Chỉ đến năm 1953, nó mới được lắp radar. Nó tiếp tục được dùng làm máy bay thử nghiệm cho những phát triển của radar Sokol. Cuối cùng, những phát triển xa hơn của La-200 đã bị hủy bỏ, và radar Sokol được lắp trên mẫu máy bay Yakovlev Yak-25 mới.
La-200 được trang bị hai động cơ Klimov VK-1A, vũ khí trang bị gồm có 3 khẩu pháo 37mm N-37. Cánh xuôi sau một góc 40°. Tầm bay của nó có thể đạt từ 1165 đến 2000 km. Nguyên mẫu đầu tiên khi bay thử nghiệm đạt tốc độ Mach 0.946 khi bay thường và Mach 1.01 khi bổ nhào.

## Thông số kỹ thuật (La-200B)

### Đặc điểm riêng
- Phi đoàn: 2
- Chiều dài: 17.33 m (56 ft 10 in)
- Sải cánh: 12.96 m (42 ft 6 in)
- Chiều cao: n/a
- Diện tích cánh: 40 m² (431 ft²)
- Trọng lượng rỗng: 8.810 kg (19.382 lb)
- Trọng lượng cất cánh: 11.560 kg (25.432 lb)
- Trọng lượng cất cánh tối đa: 16.244 kg (35.737 lb)
- Động cơ: 2× Klimov VK-1A, 30.7 kN (6.820 lbf) mỗi chiếc

### Hiệu suất bay
- Vận tốc cực đại: 1.030 km/h (558 knots, 642 mph)
- Tầm bay: 960 km (518 nm, 599 miles)
- Trần bay: 14.125 m (46.330 ft)
- Vận tốc lên cao: 1.429 m/min (4.687 ft/min)
- Lực nâng của cánh: 289 kg/m² (59 lb/ft²)
- Lực đẩy/trọng lượng: 2.6 N/kg

### Vũ khí
- 3 × pháo 37 mm Nudelman-Suranov NS-37

## Nội dung liên quan

### Máy bay có tính năng tương đương
- I-320
- Su-15
- Yak-25
- F3D Skyknight
- F-89 Scorpion

### Trình tự thiết kế
La-176 -
La-180 -
La-190 -
La-200 -
La-250

### Danh sách
- Danh sách máy bay quân sự của Liên Xô và CIS
- Danh sách máy bay tiêm kích